# مييريس (أستورياس)
بلدية مييريس (بالإسبانية: Mieres) هي بلدية تقع في منطقة أستورياس شمال غرب إسبانيا.

## الديموغرافيا
بلغ عدد سكان بلدية مييريس 42.951 نسمة عام 2011 (وفقاً للمعهد الوطني للإحصاء الإسباني).
| 51.423 | 50.578 | 48.418 | 45.943 | 44.992 | 44.070 | 42.951 |

## أعلام
- خافيير فرنانديز فرنانديز
- فيكتور مانويل
- ناتشو مارتينيز
- خوان كارلوس أبلانيدو
- بنجامين نوفل